# Ceramica Florio

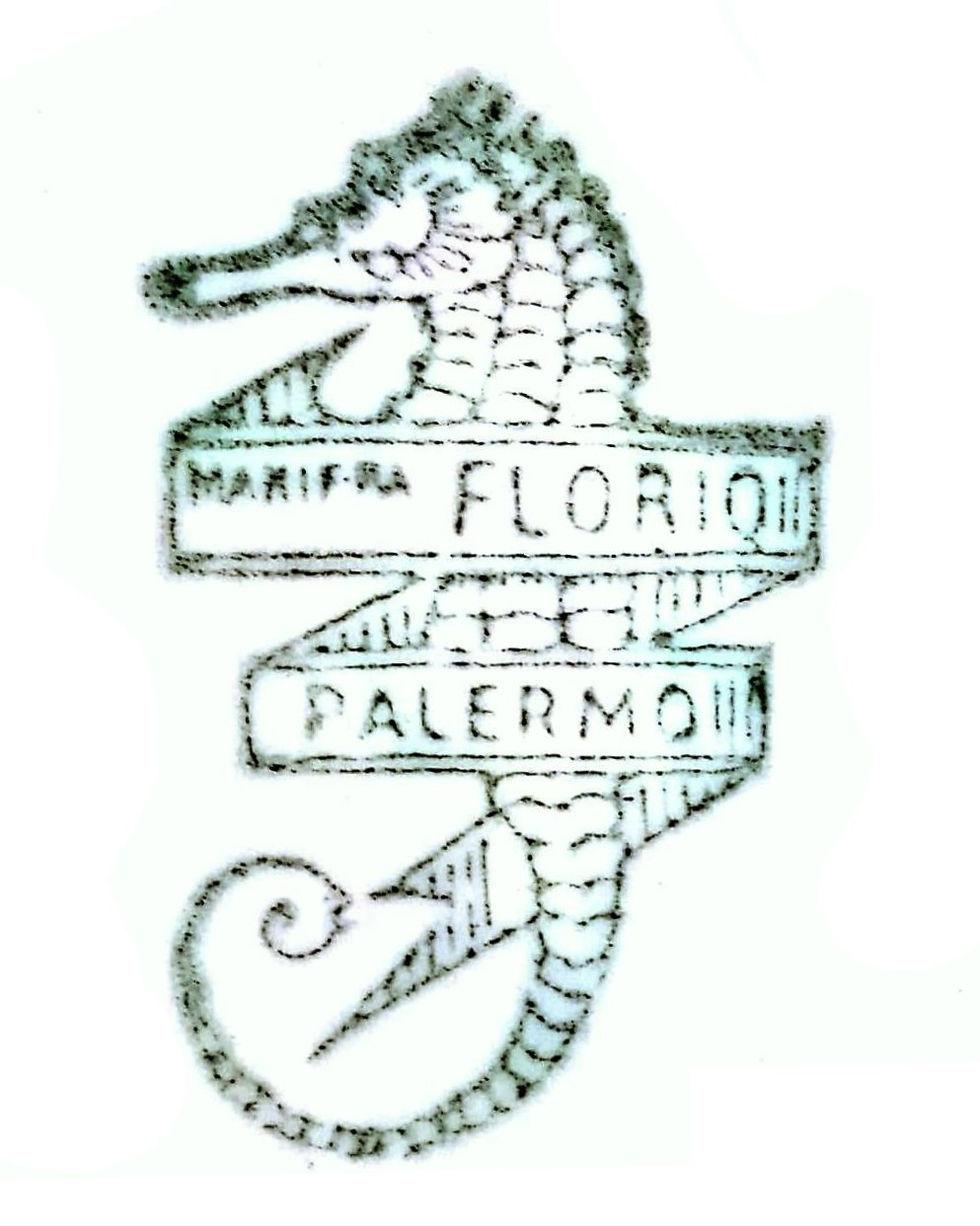
Marchio a timbro della Ceramica Florio, raffigurante un cavalluccio marino.

La Società Manifattura Ceramica Florio, comunemente chiamata Ceramica Florio, è stata un'azienda ceramica fondata dalla famiglia Florio a Palermo nel 1884 e rimasta in attività, con mutamenti societari, fino al 1940, quando viene assorbita dalla Richard-Ginori.

## Storia
Nel 1884 l’imprenditore Ignazio Florio decide di fondare a Palermo, insieme ai fratelli Varvaro, una società per la produzione di ceramiche. La nuova fabbrica viene collocata in via Fossi, vicino i cantieri navali. Tra le maestranze più note vi lavorano lo scultore e modellatore Francesco Griffo Saporito e il pittore Rocco Lentini. La manifattura produce servizi per uso domestico in terraglia che vengono venduti inizialmente nel negozio dei Mucoli, noti ebanisti, in Corso Vittorio Emanuele.
Alla morte di Ignazio Florio senior, il figlio Ignazio junior decide di trasferire l'azienda in una nuova, moderna e grande fabbrica in via Serradifalco appena edificata. La produzione viene avviata nel 1900 sotto la ragione sociale Società Manifattura Ceramica Florio e viene aperto un magazzino di vendita con la ragione sociale “I. e V. Florio” in via Giovanni Meli ai civici 15-17-19.  A dirigere il nuovo stabilimento viene chiamato Norman Olsen. La produzione è vasta e variegata e viene distribuita anche fuori la Sicilia. La fabbrica produce linee domestiche e suppellettili in terraglia forte destinate alla media e alta borghesia, ma fornisce anche le stoviglie per la Navigazione Generale Italiana, la Società Meridionale di Trasporti Marittimi, la Targa Florio, Villa Igiea, il Grand Hotel et des Palmes, l'educandato Maria Adelaide e altri istituti della città. In questo periodo tra i grandi collaboratori spicca il nome di Ernesto Basile, l'architetto del liberty tanto caro alla famiglia Florio. A Basile si deve la firma nel 1905 di alcuni bozzetti disegnati per la Ceramica Florio dei quali, ad oggi, si ha riscontro della messa in produzione di un grande cache-pot con base, decorato a rilievo con gigli dalle sinuosità liberty.
La Manifattura negli anni partecipa a diverse esposizioni con successo: nel 1900 partecipa alla VII Esposizione Promotrice di Belle Arti di Palermo, nel 1902 è presente all'Esposizione Agricola di Palermo, vincendo il Diploma d’onore nella sezione "Terrecotte artistiche ed industriali", nel 1908 partecipa all'Esposizione Campionaria Regionale Siciliana inaugurata l’11 giugno e presieduta da Ignazio Florio, vincendo il Gran Diploma d’onore, nel 1911 si trova all’Esposizione Internazionale di Tornino e nel 1925 alla II Biennale di Monza.
Con lo scoppio della prima guerra mondiale e l'inizio della crisi di Casa Florio anche la Manifattura della ceramica viene ceduta. Acquisita dalla Ducrot, nasce nel 1921 la Società Anonima Siciliana Ceramiche, diretta da Ugo Varvaro. Dopo i primi fortunati anni, inizia però un periodo difficile per la fabbrica. La produzione si fa sempre più omologata e si arresta più volte per mancanza di materie prime. La concorrenza delle fabbriche settentrionali si fa sempre più forte. Negli anni '30 l’azienda soffre di grande instabilità economica causata da errori strategici, problemi di approvvigionamento delle materie prime e dalla riduzione delle vendite, effettua quindi tagli dei salari e del personale. 
Nel 1940 la società viene ceduta alla Richard-Ginori che, in una normale opera di strategia commerciale, acquista la fabbrica palermitana per acquisirne le materie prime (assegnate nel 1939) e chiuderla definitivamente. Negli anni successivi lo stabilimento, ormai smantellato, viene trasformato in magazzino militare, subendo danni irreparabili. Con l'occupazione degli Alleati, la popolazione del quartiere assale gli immobili per arraffare generi alimentari e quant'altro; l'evento viene ricordato come "Lo scasso della Ceramica". Negli anni del dopoguerra negli edifici della fabbrica avranno sede diverse aziende locali fino a quando, alla fine degli anni '70, il complesso viene demolito per lasciare spazio ad un palazzo di moderna costruzione.   